# Char Dham

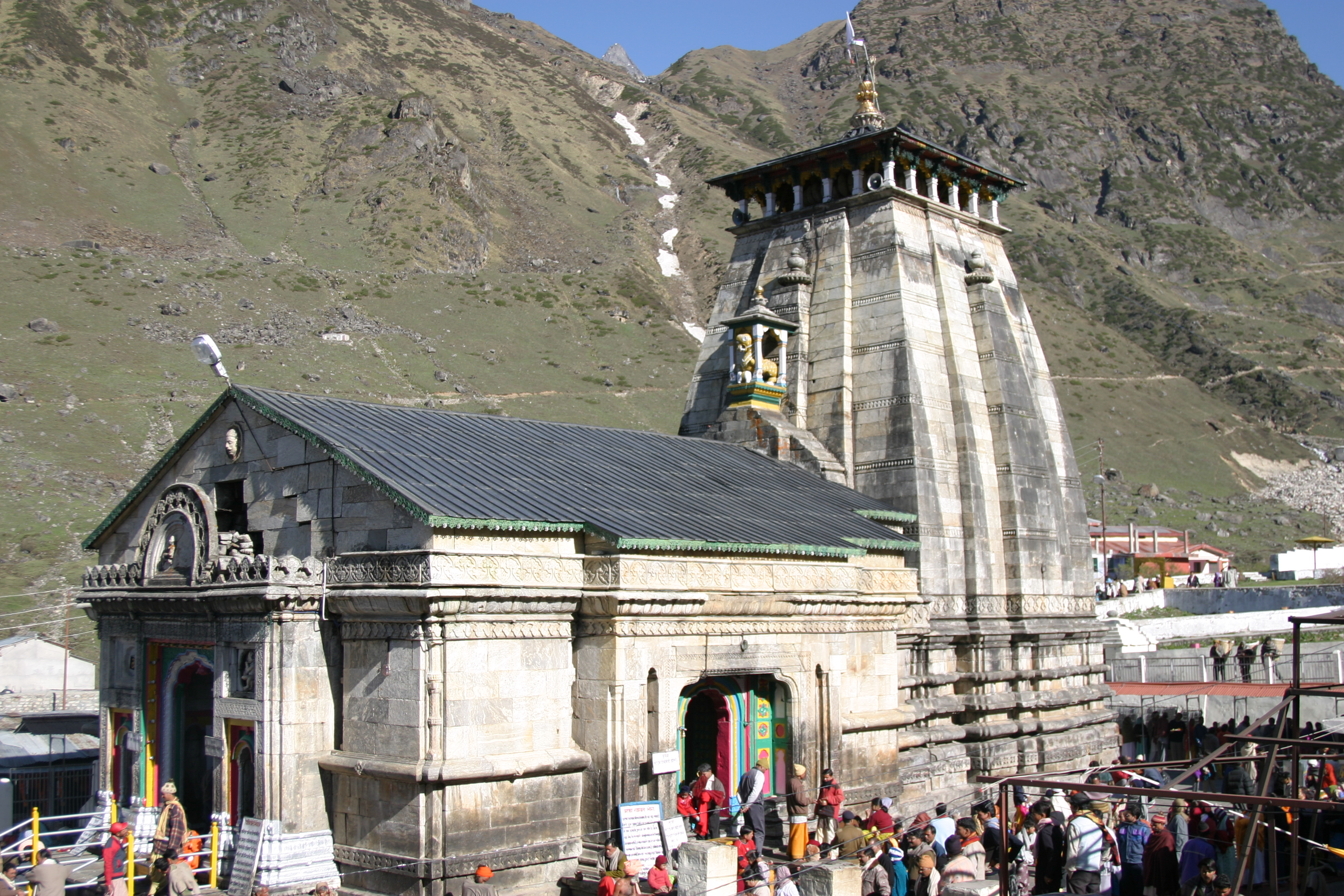
Kedarnath

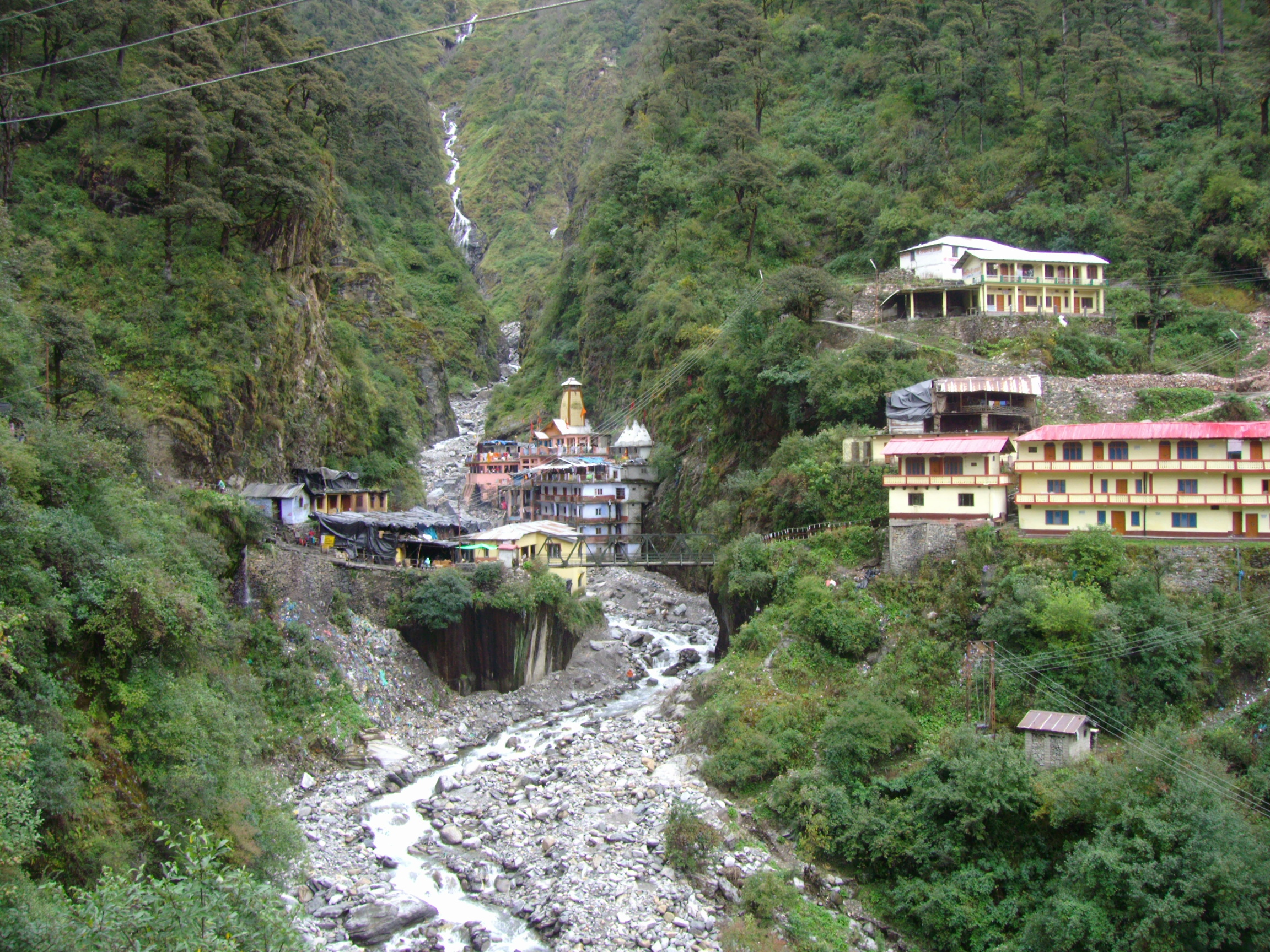
Yamunotri

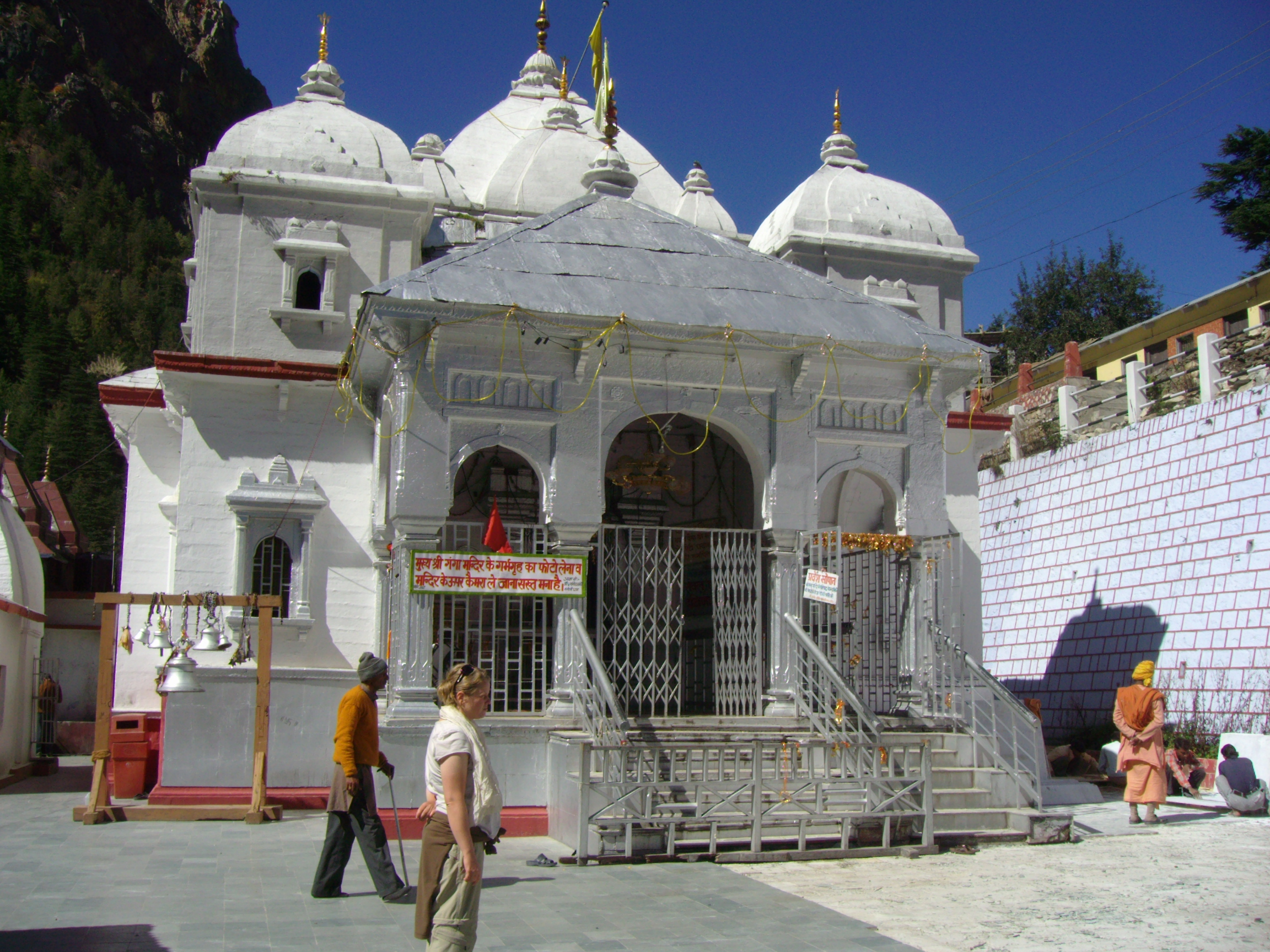
Gangotri

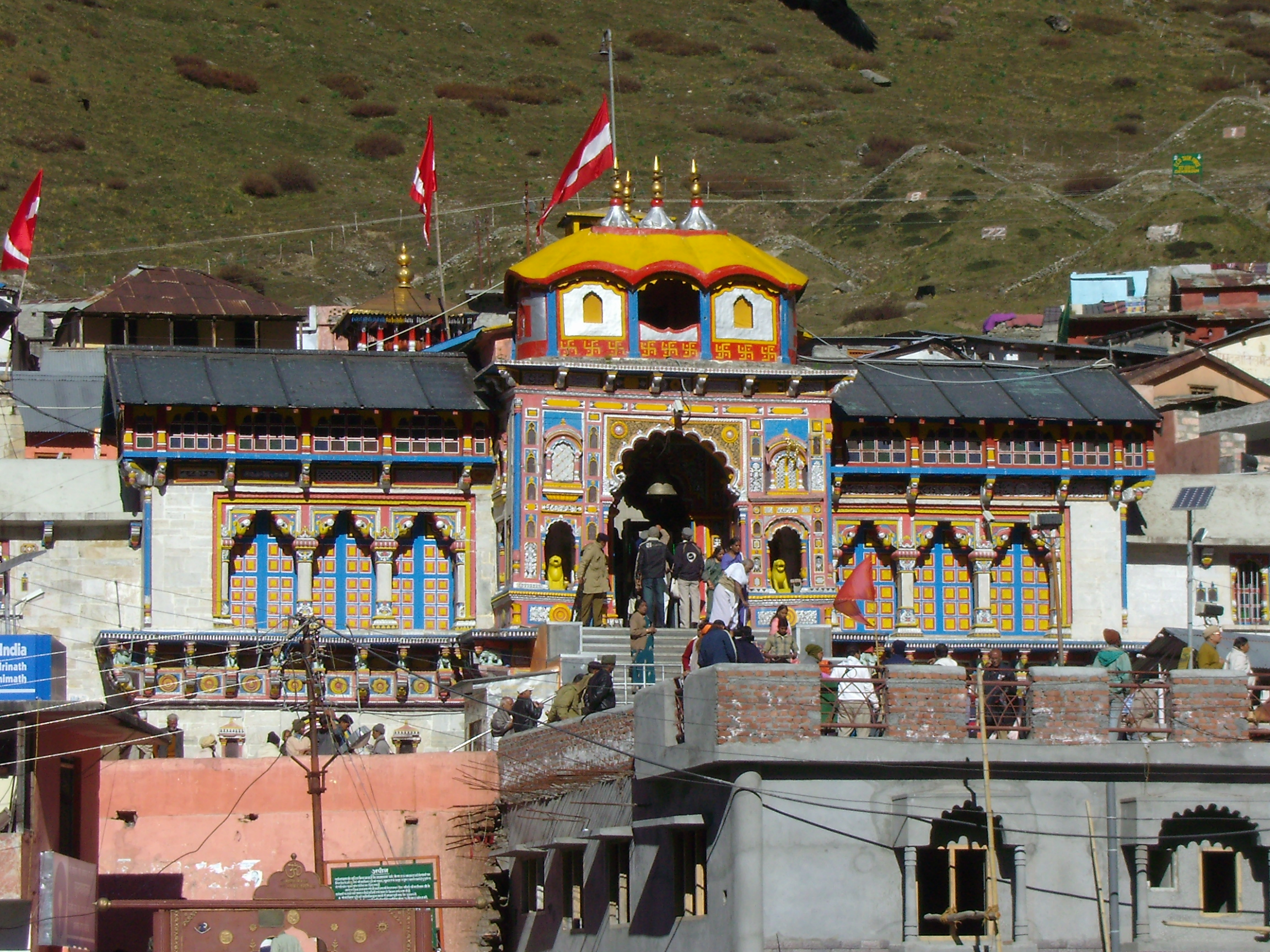
Badrinath

De Char Dham ('de vier verblijfplaatsen/zetels') is een belangrijke pelgrimageronde in India. Het betreft primair de vier plaatsen in de uithoeken van India daarnaast worden ook vier pelgrims tempels in het Himalayagebergte in India als Char Dham genoemd. De primaire vier zetels in de uithoeken van India zijn klokwijs: Puri (Vishnu), Rameshvaram (Shiva) ,Dvaraka (Krishna) en Badrinath (Vishnu). De andere vier pelgrimsoorden liggen in het Garhwal-gebied in de staat Uttarakhand.
De laatste ronde bestaat uit vier plaatsen: Yamunotri, Gangotri, Kedarnath en Badrinath, waarbij elke plaats zijn eigen afzonderlijke geschiedenis en betekenis heeft binnen het hindoeïsme. Tijdens de pelgrimage wordt de 4000 meterlijn gepasseerd. Het seizoen is het zwaarst in de periode van twee maanden, voorafgaand aan de moesson. De meeste pelgrims vertrekken vanuit Haridwar en verder ook uit Rishikesh of Dehradun, de hoofdstad van Uttarakhand.